# Tone Schmid
Tone Schmid (* 14. Dezember 1957 in Falkenstein (Oberpfalz)) ist ein deutscher Objekt- und Installationskünstler.

## Leben
Tone Schmid ist Autodidakt. In seinen Arbeiten verwendet er bevorzugt Weggeworfenes oder Produktionsrückstände, ursprünglich in Form von Design von Lichtobjekten, Sitzmöbeln und Tischskulpturen. Seit 1998 experimentiert er „kinetisch, politisch, auch interaktiv“ mit Klang-, Bewegungs- und Verformungsinstallationen in Kombination mit Elektrik, Mechanik, Eis, Magnetismus und anderem.
Schmid lebt und arbeitet seit 1999 in Weiden in der Oberpfalz. Seit 2000 ist er Mitglied im BBK Niederbayern / Oberpfalz. Weitere Mitgliedschaften bestehen im Kunst- und Gewerbeverein Regensburg und im Oberpfälzer Kunstverein (OKV), Weiden.
Unter anderem kaufte der Bezirk Oberpfalz sein Werk Der Mensch ist dem Menschen ein Hirsch und das Bistum Regensburg seine Madonna für die Pfarrkirche St. Martin in Laberweinting. Für den Skulpturenpark am Hermannsberg bei Wiesent schuf er die Säule der Gesellschaftlichen Verantwortung oder Wertschöpfung durch Wertschätzung im Rahmen der Eröffnung des dortigen „Franziskuswegs“ im Jahr 2018.
2018 wurde ihm der Nordgaupreis des Oberpfälzer Kulturbundes in der Kategorie „Bildende Kunst“ verliehen.

## Ausstellungen (Auswahl)
Schmid hatte Ausstellung bzw. Ausstellungsteilnahmen im bayrischen und über das Oberpfälzer Künstlerhaus auch im tschechischen Raum, darunter
- 2000: „Ver-Form-ance“, Hafenprojekt Regensburg
- 2001: Kunst zieht Fäden", Kunst- und Gewerbeverein Regensburg
- 2009: „X+X“, Kebbelvilla, Schwandorf
- 2013:
  - „Blaue Nacht“, Germanisches Nationalmuseum, Nürnberg
  - „objets trouves“, „aspekte“ und „bella figura“ im Donau-Einkaufszentrum, Regensburg
- 2014:
  - „LUXXXUS“, Kunst- und Gewerbeverein Regensburg
  - „KUNSTPARTNER“, Kunstverein Weiden
- 2010–2016: Villa Paula Klatovy/Klenová (CZ)[8]

Zudem nahm er seit 2002 mehrfach an der Großen Ostbayerischen Kunstausstellung teil.